# Scînteia
Pour les articles homonymes, voir L’Étincelle.
Scînteia (en français : « L'étincelle ») fut le nom porté par deux journaux communistes en langue roumaine. Le premier parut à Odessa (actuelle Ukraine) en 1918-1919. Le second, fondé en 1931 en Roumanie, devint l'organe officiel du parti communiste roumain, et acquit une importance toute particulière de mars 1945 à décembre 1989 (durant le régime communiste). Sa devise était : « Proletari din toate țările, uniți-vă ! » (Prolétaires de tous les pays, unissez-vous !). Sous le régime communiste, Scînteia était l'unique quotidien national du pays (il existait en outre une dizaine de quotidiens régionaux, certains en allemand et en hongrois, langues minoritaires, et une douzaine d'hebdomadaires et de mensuels, tous fidèles à la ligne politique du Parti).
Reprenant principalement les mots d'ordres du parti, il devait son nom au journal des révolutionnaires russes Iskra (signifiant également « L'étincelle »). Son nom était écrit « Scânteia  » jusqu'à la réforme de l'orthographe de 1953.

## Histoire
Le tout premier journal à paraître sous le nom de Scînteia est édité par des bolcheviks roumanophones en république soviétique d'Odessa en 1918 à l'intention de la population de Bessarabie. Il n'eut qu'une existence très brève, car la république soviétique d'Odessa ne parvînt pas à prendre le contrôle de la Bessarabie, où c'est la république démocratique moldave qui proclama son indépendance. Scînteia est ressuscité par le Parti communiste roumain le 15 août 1931, et est diffusé clandestinement jusqu'en août 1944. Le retrait du pays de l'Axe et son entrée en guerre aux côtés des Alliés au mois d'août 1944 permet à l'organe officiel du parti communiste roumain d'être de nouveau publié légalement. 

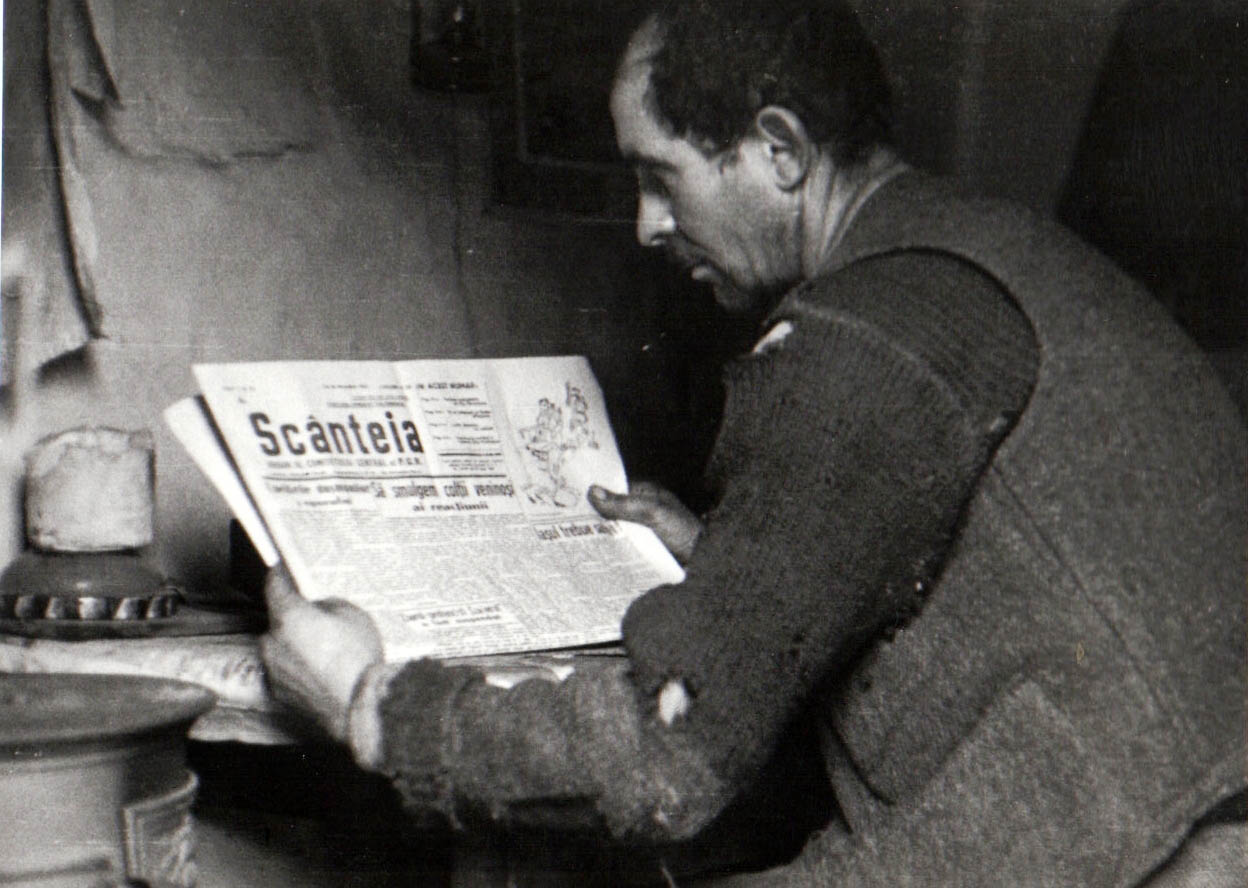
Photo parue dans Scânteia en 1944 : un mineur lisant le journal. Le titre principal est Să smulgem colții veninoși ai reacțiunii (« Arrachons les crocs venimeux de la réaction »).

Ses moyens et son importance croissent sensiblement avec la prise du pouvoir par les communistes le 6 mars 1945. Devenant un véritable « baromètre » de la vie politique roumaine, il reprend les principaux mots d'ordre de l'internationale communiste, et est notamment utilisé comme tribune contre les partis démocratiques, la monarchie (qui parvient néanmoins à se maintenir jusqu'au 30 décembre 1947), les forces conservatrices, les intellectuels anticommunistes (Pamfil Șeicaru, par exemple) ou simplement non-communistes (comme Tudor Arghezi) qu'il considère indistinctement comme de la « racaille réactionnaire » (lichele reacționare) voire « fasciste » et comme des « laquais du régime bourgeois-latifundiaire » (lachei ai regimului burghezo-moșieresc). Au début des années 1960, Scînteia est devenu le seul quotidien national de Roumanie, et, preuve de son importance aux yeux des dirigeants du pays, en 1961, la date du 15 août (anniversaire de la refondation du journal) est retenu comme « Jour de la presse roumaine ». Sa une affichait les distinctions obtenues par sa rédaction.
Le siège du journal était situé à Bucarest, dans un complexe baptisé à l'origine Casa Scînteii I.V.Stalin, abrégé après la déstalinisation en Casa Scînteii. Après la « Libération de 1989 », le bâtiment est rebaptisé Casa Presei Libere (« Maison de la Presse libre »).
Scînteia était accompagné d'un supplément destiné aux jeunes, édité par l'Union des jeunesses communistes : Scînteia Tineretului (« L'étincelle de la jeunesse », diffusée pour la première fois en novembre 1944). Ce supplément sera rebaptisé à plusieurs reprises, et connu également sous le nom de Tinerețea (« La jeunesse ») ou Tînărul Muncitor (« Le jeune travailleur »).
À partir de la chute de la dictature et du parti unique en 1989, toutes les institutions communistes sont restructurées et rebaptisées. Le parti communiste, officiellement dissout et interdit, est remplacé par le Front de salut national, qui hérite de toute la logistique et des biens du PC, et s'affiliera ultérieurement à l'internationale socialiste sous le nom de Parti social-démocrate. Quant à Scînteia, elle paraît les 22 et 23 décembre 1989 sous le titre de Scînteia poporului (« L'Étincelle du peuple », dont la une est débarrassée des symboles et des distinctions communistes ainsi que de la mention « Organe du Comité central du PCR ») puis prend, le 24 décembre, un titre d'anciens journaux parus entre 1871 et 1937 : Adevărul (« La Vérité »). Les deux structures (Front du salut national et rédaction du journal) conservent initialement le même personnel salarié.